# Roberta Almeida
Roberta Almeida (Brasília, 7 de julho de 1986), é uma atriz, cantora, bailarina e dançarina de salsa brasileira.. Estreou na televisão na minissérie Maysa: Quando Fala o Coração, em 2009.
É irmã do cantor, ator e diretor Rafael Almeida e da cantora Tânia Mara, e casada com o músico Tom Gonçalves.
Em 2012, atuou na telenovela Balacobaco, da Rede Record, onde interpretou Norma Dias..
Em 2014 assinou com a Rede Globo novamente para viver a personagem Sandra, na telenovela Em Família de Manoel Carlos.

## Biografia
Roberta Araújo de Almeida Gonçalves, nasceu no dia 7 de Julho de 1986, na cidade de Brasília, DF. Aos oito anos de idade se mudou para a cidade de São Paulo com toda a sua família em busca do sonho da irmã Tânia Mara de ser cantora. Aos quinze anos de idade descobriu sua paixão pela dança e logo logo começou a fazer apresentações de dança por todo o estado. No ano de 2005, Roberta Almeida se mudou com a família para a cidade do Rio de Janeiro, e logo descobriu sua maior paixão da vida, a atuação. Roberta entrou para a faculdade de teatro na Barra da Tijuca e logo começou a fazer os seus primeiros papéis no teatro participando das peças "Oscar Wide", "Por trás do céu", "O Homem de dentro" dentre outras.
Foi na web série "Como nossos pais" que Roberta atuou pela primeira vez por trás das câmeras, interpretou a personagem Iara e descobriu um caminho novo para trilhar. No mesmo ano, Roberta foi contratada pela Rede Globo de televisão, e conseguiu seu primeiro papel de expressão na minissérie Maysa: Quando fala o coração interpretando a personagem Lisa. A minissérie foi indicada para diversos prêmios inclusive para o Grammy Latino, e o sucesso da obra fez com que Roberta tivesse sua segunda grande oportunidade, interpretando a personagem Nice, na telenovela Viver a Vida. Depois de dois anos do término da novela na Rede Globo, Roberta assinou um contrato com a Rede Record para viver a personagem Norma Dias na telenovela Balacobaco, onde interpretou uma personagem que ganhou muita popularidade por retratar tão bem uma vertente da cultura brasileira. No ano de 2014 Roberta Almeida assinou de volta com a Rede Globo para dar vida a personagem Sandra na novela em família, onde atuou junto a Bruna Marquezine, Agatha Moreira e Erika Januza fazendo o núcleo jovem da principal telenovela do ano.
Roberta Almeida atuou em diversos videos clipes pela sua carreira, dentre artistas como Tânia Mara, Amado Batista, Zignal e vários outros. A atriz também fez diversas públicidades para marcas nacionais e internacionais como os Correios, Linea Sucralose, Wal Mart, e para o governo Federal.
Estreará no ano de 2017 o curta metragem "Faike" que contará com Roberta Almeida no papel principal e também na direção executiva do projeto, que vai para diversos festivais de cinema do Brasil e do mundo.

### Televisão
| Ano  | Título                       | Papel      |
| ---- | ---------------------------- | ---------- |
| 2014 | Em Família                   | Sandra     |
| 2012 | Balacobaco                   | Norma Dias |
| 2009 | Viver a Vida                 | Nice       |
| 2009 | Maysa: Quando Fala o Coração | Lisa       |